# Macronyx croceus
Macronyx croceus е вид птица от семейство Стърчиопашкови (Motacillidae).

## Разпространение
Видът е разпространен в Ангола, Бенин, Буркина Фасо, Бурунди, Габон, Гамбия, Гана, Гвинея, Гвинея-Бисау, Замбия, Зимбабве, Камерун, Демократична република Конго, Република Конго, Кот д'Ивоар, Кения, Либерия, Малави, Мали, Мозамбик, Нигер, Нигерия, Руанда, Сенегал, Сиера Леоне, Судан, Свазиленд, Танзания, Того, Уганда, Централноафриканската република, Чад, Южна Африка и Южен Судан.